# Sandro Cortese

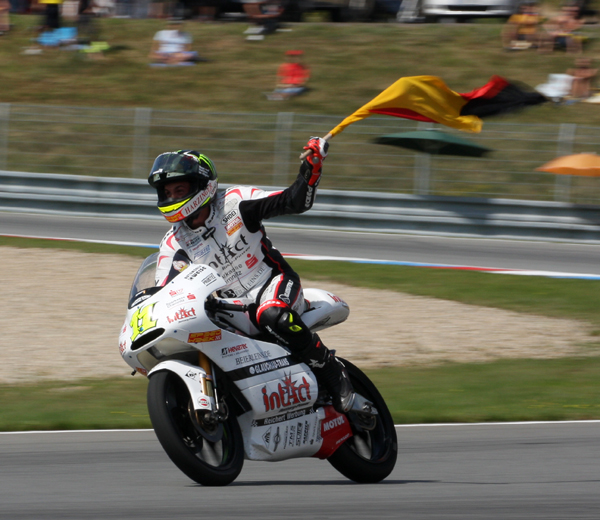
Cortese firar första Grand Prix-segern 2011.

Sandro Cortese, född 6 januari 1990 i Ochsenhausen, är en tysk roadracingförare som sedan 2018 kör i Supersport-klassen. Världsmästare i den klassen säsongen 2018. Han blev även världsmästare i Moto3-klassen 2012 och därmed den förste mästaren i den klassen. Säsongerna 2013-2017 tävlade Cortese i Moto2.

## Racingkarriär

### Grand Prix Roadracing
Cortese gjorde VM debut 2005 i 125GP-klassen i världsmästerskapen i Grand Prix Roadracing. Han körde Roadracing-VM 2009 på en Derbi för Ajo Interwetten-teamet. Han tog sin första pallplats i Qatars MotoGP 2009 då han blev trea. Första segern kom under Roadracing-VM 2011 i Tjeckien. Han blev fyra i VM det året. När så 125GP ersattes av Moto3 till Roadracing-VM 2012 bytte Cortese team till Red Bull KTM Ajo. Säsongen blev en kamp mot Maverick Viñales om VM-titeln. Cortese tog 13 pallplatser på de 15 första racen och säkrade världsmästerskapet med segern i den femtonde deltävlingen, Malaysias Grand Prix.
Cortese gick upp till Moto2 säsongen 2013 där han körde för Dynavolt Intact GP-teamet på en motorcykel av fabrikat Kalex. Det blev ett tufft läroår för Cortese som kom på 20:e plats i VM. Han fortsatte med samma team säsongen 2014 och förbättrade sina placeringar. Första pallplatsen kom genom tredje plats vid Tjeckiens Grand Prix 2014. Cortese blev VM-nia 2014 och fortsatte i samma team och klass 2015 då han blev elva i VM. Säsongen 2016 kom han på 15:e plats och tog en tredjeplats. Till 2017 bytte teamet motorcykel till Suter. Cortese kom på 18:e plats i VM.

### Supersport
Till säsongen 2018 lämnade Cortese Grand Prix-klasserna, men fann en styrning på en Yamaha i Supersport, VM-klassen för produktionsmotorcyklar med en cylindervolym på 600 kubikcentimeter. Supersport-VM 2018 började bra för Cortese med heatsegrar och VM-ledning efter halva säsongen. Under andra halvan av säsongen radade Cortese upp andra- och tredjeplatser. Jules Cluzel närmade sig och var med en deltävling kvar bara 5 poäng efter Cortese. När Cluzel vurpade på sista varvet i kamp med Cortese och den sistnämnde gick i mål på andra plats efter Lucas Mahias var VM-titeln klar.

### VM-säsonger
| Säsong | Klass      | VM- plac. | Poäng | 1/2/3- plac. | Starter | Motorcykel | Team                       | Startnr |
| ------ | ---------- | --------- | ----- | ------------ | ------- | ---------- | -------------------------- | ------- |
| 2005   | 125GP      | 26        | 8     | - / - / -    | 16      | Honda      | Kiefer-Bos-Castrol Honda   | 11      |
| 2006   | 125GP      | 17        | 23    | - / - / -    | 16      | Honda      | Elit - Caffe Latte         | 11      |
| 2007   | 125GP      | 14        | 66    | - / - / -    | 17      | Aprilia    | Emmi - Caffe Latte Aprilia | 11      |
| 2008   | 125GP      | 8         | 141   | - / - / -    | 17      | Aprilia    | Emmi - Caffe Latte         | 11      |
| 2009   | 125GP      | 6         | 130   | - / 1 / 2    | 16      | Derbi      | Ajo Interwetten            | 11      |
| 2010   | 125GP      | 7         | 143   | - / 1 / 1    | 17      | Derbi      | Avant Mitsubishi Ajo       | 11      |
| 2011   | 125GP      | 4         | 225   | 2 / 3 / 1    | 17      | Aprilia    | Intact-Racing Team Germany | 11      |
| 2012   | Moto3      | 1         | 325   | 5 / 5 / 5    | 17      | KTM        | Red Bull KTM Ajo           | 11      |
| 2013   | Moto2      | 20        | 19    | - / - / -    | 17      | Kalex      | Dynavolt Intact GP         | 11      |
| 2014   | Moto2      | 9         | 85    | - / - / 1    | 18      | Kalex      | Dynavolt Intact GP         | 11      |
| 2015   | Moto2      | 11        | 90    | - / - / 1    | 18      | Kalex      | Dynavolt Intact GP         | 11      |
| 2016   | Moto2      | 15        | 61    | - / - / 1    | 17      | Kalex      | Dynavolt Intact GP         | 11      |
| 2017   | Moto2      | 18        | 43    | - / - / -    | 18      | Suter      | Dynavolt Intact GP         | 11      |
| 2018   | Supersport | 1         | 208   | 2 / 4 / 2    | 12      | Yamaha     | Kallio Racing              | 11      |

## Framskjutna placeringar
Uppdaterad till 2016-10-24.
| \| Nr \| Grand Prix \| År \| \| -- \| ---------- \| ---- \| \| 1 \| Tjeckien \| 2014 \| \| 2 \| Japan \| 2015 \| \| 3 \| Australien \| 2016 \| |            |      |
| Nr | Grand Prix | År   |
| 1 | Tjeckien   | 2014 |
| 2 | Japan      | 2015 |
| 3 | Australien | 2016 |

| Nr | Grand Prix | År   |
| -- | ---------- | ---- |
|    | 125GP      |      |
| 1  | Tjeckien   | 2011 |
| 2  | Australien | 2011 |
|    | Moto3      |      |
| 3  | Portugal   | 2012 |
| 4  | Tyskland   | 2012 |
| 5  | San Marino | 2012 |
| 6  | Malaysia   | 2012 |
| 7  | Australien | 2012 |

| Nr | Grand Prix   | År   |
| -- | ------------ | ---- |
|    | 125GP        |      |
| 1  | Portugal     | 2009 |
| 2  | Indianapolis | 2010 |
| 3  | Qatar        | 2011 |
| 4  | Portugal     | 2011 |
| 5  | Malaysia     | 2011 |
|    | Moto3        |      |
| 6  | Katalonien   | 2012 |
| 7  | TT Assen     | 2012 |
| 8  | Indianapolis | 2012 |
| 9  | Aragonien    | 2012 |
| 10 | Valencia     | 2012 |

| Nr | Grand Prix     | År   |
| -- | -------------- | ---- |
|    | 125GP          |      |
| 1  | Qatar          | 2009 |
| 2  | Australien     | 2009 |
| 3  | Tyskland       | 2010 |
| 4  | Indianapolis   | 2012 |
|    | Moto3          |      |
| 5  | Qatar          | 2012 |
| 6  | Spanien        | 2012 |
| 7  | Storbritannien | 2012 |
| 8  | Italien        | 2012 |
| 9  | Tjeckien       | 2012 |